# Steven E. de Souza
Steven E. de Souza (nascido em 17 de novembro de 1947) é um guionista, produtor e realizador americano de cinema e televisão,  amplamente conhecido por escrever filmes de ação de grande sucesso como Commando , Die Hard e Judge Dredd . Ele está entre um punhado de roteiristas cujos filmes faturaram mais de US $ 2 bilhões nas bilheterias mundiais.

## Biografia
De Souza nasceu na Filadélfia, Pensilvânia, filho de Evelyn (Green) e H. Walton Henriques de Souza, dono de uma empresa imobiliária.  Ele estudou na Pennsylvania State University , onde estudou o escritor de ficção científica Philip Klass (mais conhecido por seu pseudônimo William Ten).  Ele começou sua carreira como editor de histórias para séries de televisão no horário nobre, como The Six Million Dollar Man e The Hardy Boys Mysteries, antes de se formar no papel de produtor e escritor. Ele produziu a primeira temporada de Knight Rider, e foi o criador da série de ficção científica de curta duração The Powers of Matthew Star.
De Souza iniciou sua carreira no cinema escrevendo, dirigindo e produzindo a comédia de baixo orçamento Arnold's Wrecking Co. , que ganhou o Prêmio do Júri Especial no Atlanta Film Festival de 1972.  No início dos anos 80, ele se tornou um prolífico roteirista de longas-metragens , especializado em filmes de ação e suspense de sucesso de bilheteria , como Commando e Die Hard . Ele escreveu alguns dos filmes de maior sucesso da época, incluindo 48 Hours, The Running Man, The Flintstones e Die Hard 2. Ele era frequentemente contratado pelos estúdios como médico de roteiro, a fim de reescrever roteiros preexistentes durante a produção para adicionar mais ação e humor. Ele foi indicado duas vezes ao prêmio Edgar Allan Poe, um prêmio concedido a qualquer mídia por excelência em escrita de mistério. O primeiro em 1984 por 48 Hours. e novamente em 1989 para Die Hard . De Souza também "ganhou" o Prêmio Razzie de 1991 de Pior Roteiro por Hudson Hawk . Ele escreveu e dirigiu a adaptação para videogame de 1994, Street Fighter, depois de ter sido apresentado à franquia por seu filho. Embora o filme tenha recebido uma crítica negativa e não tenha gerado uma franquia pretendida, ele se tornou um clássico cult em alguns círculos.
Em 2000, ele foi homenageado com o Norman Lear Award por sua obra por escrito. Em 2004, ele recebeu o prêmio Dr. Bird, concedido por artes de pessoas de ascendência jamaicana.  De Souza apareceu no documentário Dreams on Spec, que descreveu três aspirantes a roteiristas e contou com comentários de vários escritores ilustres como James L. Brooks, Nora Ephron, Carrie Fisher e ele. Sua websérie  Unknown Sender se tornou teve triplo homenageada no Webby Awards de 2009, recebendo os prêmios de Melhor Roteiro, Melhor Série Dramática, e Melhor Performance Individual.
Em 2011, ele se juntou ao diretor de Family Guy, Pete Michels, para o piloto de animação da Fox Network, "Spyburbia".
De Souza também escreveu para o New York Times , o Los Angeles Times e  Premiere, a revista Empire , a revista Buzz e a revists Fade In . Recentemente, ele foi responsável por uma banda desenhada da personagem Sheena, criada por Will Eisner.

## Filmografia parcial
- Arnold's Wrecking Co. (1972) (também realizador)
- Gemini Man (1973) (TV)
- The Six Million Dollar Man (1977) (TV)
- Rosetti and Ryan (1977) (TV)
- Lucan (1978) (TV)
- The Bionic Woman (1978) (TV)
- The Hardy Boys/Nancy Drew Mysteries (1978) (TV)
- Foul Play (1981) (TV)
- Knight Rider (1982) (TV)
- 48 Hrs. (com Walter Hill & Larry Gross e Roger Spottiswoode) (1982)
- The Return of Captain Invincible (com Andrew Gaty e Peter Smalley) (1982)
- The Powers of Matthew Star (1982-1983) (TV)
- V (1984) (TV) (2º episódio apenas)
- Commando (1985)
- The Spirit (1987) (TV)
- The Running Man (1987)
- Bad Dreams (com Andrew Fleming) (1988)
- Supercarrier (1988) (TV)
- Die Hard (com Jeb Stuart) (1988)
- Die Hard 2: Die Harder (com Doug Richardson) (1990)
- Hudson Hawk (com Daniel Waters) (1991)
- Tales from the Crypt (1991) (TV) (também realizador)
- K-9000 (with Michael Part) (1991) (TV)
- Ricochet (1991)
- Vault of Horror I (1994) (TV)
- Cadillacs and Dinosaurs (1993-1994) (TV)
- The Flintstones (com Tom S. Parker e Jim Jennewein) (1994)
- Beverly Hills Cop III (1994)
- Street Fighter (1994) (também realizador)
- Judge Dredd (com William Wisher Jr.) (1995)
- Knock-Off (1998)
- Possessed (2000) (TV) (também realizador)
- Adventure Inc. (2002) (TV)
- Lara Croft Tomb Raider: The Cradle of Life (2003) (apenas história)
- Blast (2004)
- Gotta Catch Santa Claus (2008) (TV)
- Unknown Sender (2011) (TV) (também realizador)
- Spyburbia (2011) (TV)